# Giovanni Battista Lorenzi
Giovanni Battista Lorenzi (Conversano, 1721 – Napoli, 1807) è stato un librettista italiano.

## Biografia
Iniziò l'attività librettista scrivendo canovacci e riduzioni per recite che venivano rappresentate nel palazzo del duca di Maddaloni o di altri signori napoletani. Nel 1763 entrò nella compagnia del Teatro di Corte e nel 1769 ne divenne direttore. In seguito fu nominato regio revisionatore delle opere teatrali.
Amico di Giovanni Paisiello, fu un uomo di ampia saggezza letteraria e conoscitore attento delle tecniche teatrali più aggiornate. Egli ammirava immensamente sia la poesia metastasiana che la letteratura francese. È considerato il più importante librettista dell'opera buffa napoletana del suo tempo.

## Libretti
- Fra i due litiganti il terzo gode (musicato da Giovanni Battista Prescetti, 1749)
- Le gelosie (musicato da Niccolò Piccinni, 1755)
- L'idolo cinese (musicato da Giovanni Paisiello, 1767; musicato da Giacomo Rust, 1773; musicato da Joseph Schuster, 1776)
- Il furbo malaccorto (musicato da Giovanni Paisiello, 1767)
- La luna abitata (musicato da Giovanni Paisiello, 1768)
- La finta maga per vendetta (musicato da Giovanni Paisiello, 1768)
- Il Don Chisciotte della Mancia (musicato da Giovanni Paisiello; musicato da Marcello Bernardini, 1769; musicato da Niccolò Piccinni, 1770; musicato da Giovanni Paisiello e Florian Leopold Gassmann, 1771, come Don Quischott von Mancia)
- Gelosia per gelosia (musicato da Niccolò Piccinni, 1770)
- La corsara (musicato da Niccolò Piccinni, 1771)
- Gli amanti comici (musicato da Giovanni Paisiello, 1772)
- Le trame zingaresche (musicato da Niccolò Piccinni, 1772)
- Il tamburo (musicato da Giovanni Paisiello, 1773)
- Il duello (musicato da Giovanni Paisiello, 1774)
- Le finte zingarelle (musicato da Agostino Accorimboni, 1774)
- Il divertimento de' numi (scherzo rappresentativo per musica; musicato da Giovanni Paisiello, 1774)
- Il Socrate immaginario (musicato da Giovanni Paisiello, 1775; musicato da Giacomo Rust, 1776)
- La fuga (musicato da Gaetano Monti, 1777)
- Il geloso sincerato (musicato da Gaetano Monti, 1779; musicato da Giuseppe Nicolini, 1804)
- L'infedeltà fedele (musicato da Domenico Cimarosa, 1779; musicato da Franz Joseph Haydn, 1780, come L'infedeltà premiata)
- I due gemelli (musicato da Giacomo Tritto, 1783; musicato da Salvatore Agnelli, 1839)
- Il convitato di pietra (musicato da Giacomo Tritto, 1783; musicato da Vincenzo Fabrizi, 1787)
- La scuffiara (musicato da Giacomo Tritto, 1784)
- L'apparenza inganna ossia La villeggiatura (musicato da Domenico Cimarosa, 1784)
- Il marito disperato (musicato da Domenico Cimarosa, 1785)
- La finta zingara (musicato da Pietro Alessandro Guglielmi, 1785)
- Le sventure fortunate (musicato da Pietro Alessandro Guglielmi, 1785)
- La modista raggiratrice (basato su Il Filippo di Gennaro Antonio Federico; musicato da Giovanni Paisiello, 1787)
- Le vane gelosie (musicato da Giovanni Paisiello, 1790)
- Il dottorato di Pulcinella (musicato da Giuseppe Farinelli, 1792)
- La serva onorata (basato su Le nozze di Figaro di Lorenzo Da Ponte; musicato da Niccolò Piccinni, 1792)
- Le fallaci apparenze (musicato da Gennaro Astarita, 1793)
- La pietra simpatica (musicato da Silvestro Palma, 1795)
- Gli amanti ridicoli (musicato da Silvestro Palma, 1797)
- Don Anchise campione (musicato da Johann Nepomuk Hummel, 1800)
- L'equivoco (musicato da Pietro Casella, 1804)
- Le seguaci di Diana (musicato da Silvestro Palma, 1805)